# Senaat (Madagaskar)
De Senaat (Malagassisch: Antenimierandoholona; Frans: Sénat) is het hogerhuis van het parlement van Madagaskar en telt 18 leden waarvan er 12 indirect worden gekozen door kiescolleges van de kiesdistricten die overeenstemmen met de zes historische provincies van Madagaskar (voor elk kiesdistrict 2 senatoren). De overige 6 leden worden door de president van Madagaskar benoemd. De meest recente verkiezingen voor de Senaat waren in september 2020 en ten aanzien van de samenstelling van de Senaat na de verkiezingen van 2015 is het zetelaantal drastisch ingekrompen.
De Senaat werd in 1960 opgericht, maar in 1972 afgeschaft. Maatregelen voor het instellen van de Senaat werden reeds in 1993 genomen, maar pas in 1998 werd de grondwet aangepast en werd de Senaat weer in het leven geroepen; de eerste verkiezingen voor de Senaat vonden evenwel pas in 2001 plaats.
De grootste politieke groepering in de Senaat is de Nous tous ensemble avec Andry Rajoelina met 10 zetels. De oppositiepartij Malagasi miara-miainga (MMM) volgt met 2 zetels op gepaste afstand.
Voorzitter van de Senaat is Richard Ravalomanana, die in 2023 in die functie werd gekozen. Zijn directe voorgangers waren Herimanana Razafimahefa (2021–2023) en Rivo Rakotovao (2017–2021). Laatstgenoemde was tussen 2018 en 2019 interim-president van Madagaskar.

## Zetelverdeling

Zetelverdeling na de verkiezingen van 2020

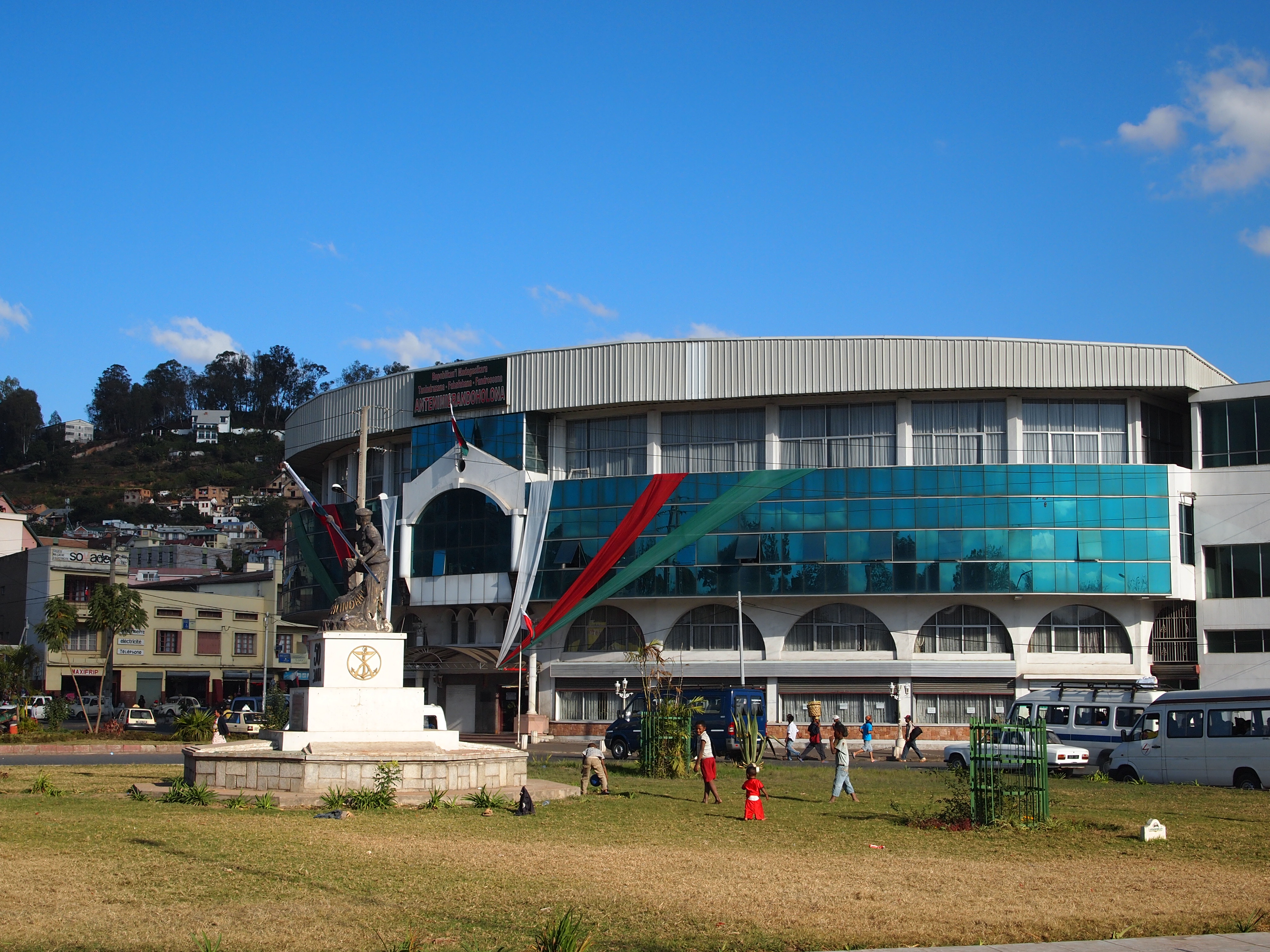
Het Senaatsgebouw in de hoofdstad Antananarivo